# Assistent personal intel·ligent

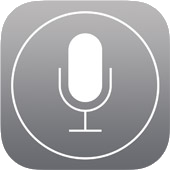
Icona del Siri a iOS7

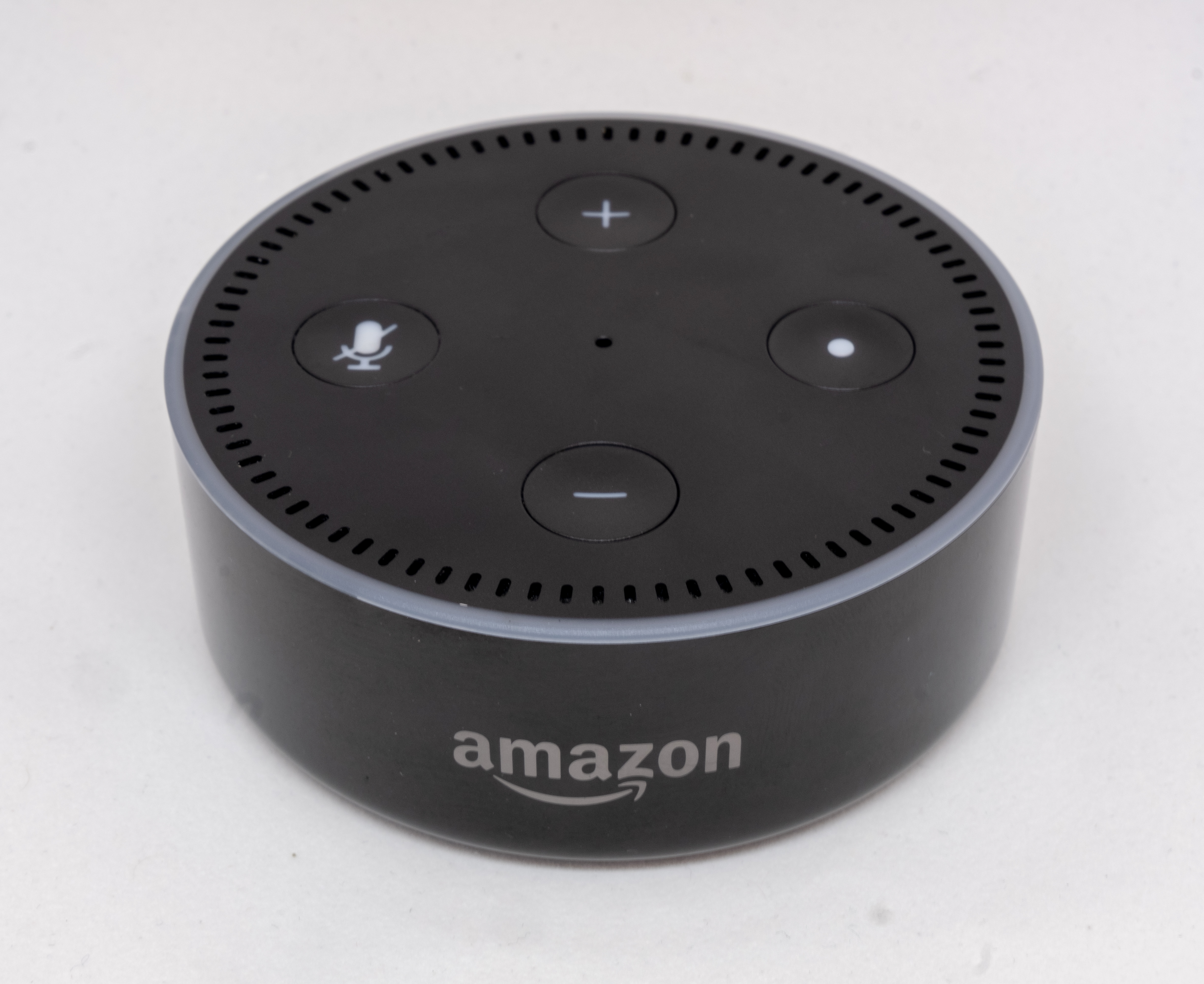
Amazon echo dot, assistent intel·ligent

Un Assistent personal intel·ligent (IPA) (en anglès, chatbot), també conegut com assistent virtual intel·ligent (IVA) o assistent virtual, és un tipus d'agent informàtic que sorgeix en els anys 60, i que permet acomplir tasques i simular mantenir una conversa amb una persona en proveir respostes automàtiques, les quals són prèviament establertes per un conjunt d'experts. Aquest assistents intel·ligent, també conegut com a sistema expert, utilitza el raonament basat en casos (CBR: case base reasoning).
El terme assistent virtual de vegades s'utilitza per referir-se a ells de manera general o específica als quals es pot accedir al xat en línia mitjançant finestres emergents de pàgines web o mitjançant assistents virtuals. En alguns casos, els programes de xat en línia són exclusivament amb finalitats d'entreteniment. Alguns assistents virtuals són capaços d'interpretar la parla humana i respondre mitjançant veus sintetitzades. Els usuaris poden fer preguntes als seus assistents, controlar els dispositius domòtics i la reproducció de suports mitjançant veu i gestionar altres tasques bàsiques, com ara correu electrònic, llistes de tasques i calendaris amb ordres verbals. Un concepte similar, però amb diferències, es troba en els sistemes de diàleg.
Habitualment, la conversa s'estableix mitjançant text, tot i que també hi ha models que disposen d'una interfície d'usuari multimèdia que permeten l'entrada auditiva. Més recentment, alguns comencen a utilitzar programes convertidors de text a so (CTV), dotant de major realisme a la interacció amb l'usuari i ajudant a reduir el temps de resposta.
Per establir una conversa, han d'utilitzar frases fàcilment comprensibles i que siguin coherents, encara que la majoria dels Assistents intel·ligents no aconsegueixen comprendre del tot. En el seu lloc, tenen en compte les paraules o frases de l'interlocutor, que els permetran utilitzar una sèrie de respostes preparades per endavant. Aquests són capaços de reconèixer la manera en què una frase està formulada gràcies a una sèrie de patrons comparatius preestablerts, i d'aquesta manera, basant-se en les diferents variables d'aquesta frase, presenten una resposta corresponent. D'aquesta manera, el bot és capaç de seguir una conversa amb més o menys lògica, però sense saber realment de què està parlant.
L'objectiu principal dels Assistents intel·ligents és millorar l'atenció als clients (en l'àmbit del màrqueting), és a dir, generar respostes ràpides i concises a qüestions habituals dels usuaris. A més, d'enviar informació / novetat i publicitat de forma automàtica de l'empresa. En l'àmbit educatiu el seu objectiu principal és mantenir una comunicació fluida entre alumnat-família-centre. Els assistents virtuals, també es poden classificar en categories d'uns que inclouen: comerç (comerç, electrònic a través del xat), educació, entreteniment, finances, salut, notícies i productivitat.
Des del 2017, les capacitats i l'ús dels assistents virtuals s'estan expandint ràpidament, amb la introducció de nous productes al mercat i un fort èmfasi en les interfícies d'usuari de correu electrònic i de veu. Apple i Google tenen instal·lades grans bases d'usuaris als telèfons intel·ligents. Microsoft té una gran base instal·lada d’ordinadors personals, telèfons intel·ligents i altaveus intel·ligents basats en Windows. Amazon té una gran base d'instal·lacions per a altaveus intel·ligents. Conversica té més de 100 milions de compromisos mitjançant la seva interfície de correu electrònic i sms Assistents virtuals intel·ligents per a empreses.
En relació amb el control de qualitat existeix la prova de Turing per determinar el nivell de comprensió del Assistent intel·ligent. La prova de Turing és l'estàndard de la indústria que permet identificar si l'Assistent intel·ligent té la capacitat per generar un comportament intel·ligent amb l'usuari. Per tant, el desenvolupament de la prova permet que la indústria dels Assistents conversacionals sigui de qualitat i s'emmarquin com a Assistents intel·ligents. Amb aquesta prova, s'observa com avui en dia encara hi ha assistents virtuals que requereixen afinacions i proves contínues, i molts en producció segueixen sent incapaços de conversar o superar adequadament la prova de Turing. El terme “ChatterBot” va ser originalment encunyat per Miachel Mauldin (creador del primer Verbot) el 1994 per descriure aquests programes de conversa. Alguns dels exemples més destacats són Siri (dispositius iOS), Cortana (Windows 10), Google Assistant (Google i dispositius Android) i Alexa (Amazon) entre d'altres.

## Funcions i possibilitats
Cada assistent personal intel·ligent ofereix diferents serveis segons el seu objectiu dins el seu àmbit. A continuació s'esmenten les tasques més comunes que compleixen aquells que trobem en un smartphone o en un PC com podria ser Siri, Cortana o Google Now.

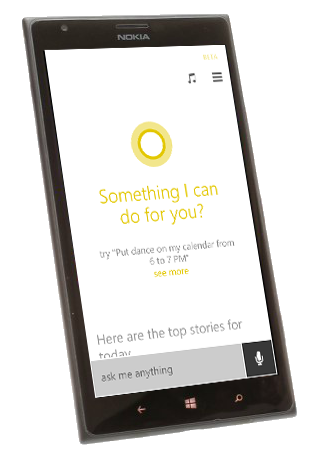
Cortana en un dispositiu Windows

- Fer qualsevol tipus de cerca a un motor de cerca a Internet
- Trucar/ fer una vídeotrucada a un contacte concret
- Enviar una sèrie de missatges senzills i preestablerts a un contacte concret
- Preguntar sobre el temps d'un dia concret
- Crear un recordatori
- Programar una alarma a una hora concreta
- Fer una fotografia o obrir l'app de càmera
- Obrir una app concreta
- Fer preguntes sobre coneixement general (per exemple, raó entre dòlars i euros)
- Trobar un establiment concret (per exemple un banc o una gasolinera) a prop de la nostra localització
- Recomanar un restaurant segons la qualitat o el preu
- Saber la nostra localització concreta
- Reproduir una cançó concreta
- Reconèixer una cançó que està sonant en aquell moment
- Fer transferències econòmiques
- Informar sobre l'horari o el resultat d'un esdeveniment esportiu
- Donar informació borsària

## Història

### Decades experimentals: anys 1910 - 1980

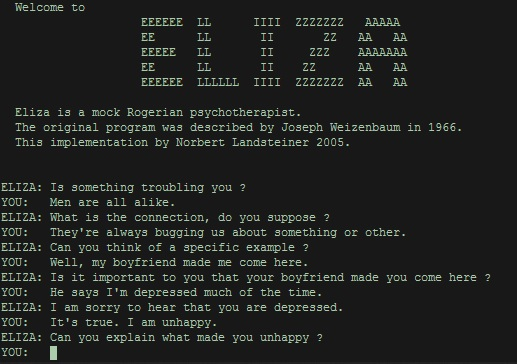
Conversa amb ELIZA

El 1911 va sortir Radio Rex, la primera joguina activada per veu. Era un gos que sortiria de casa seva quan se li deia el seu nom.
El 1952 Bell Labs va presentar "Audrey", la màquina de reconeixement automàtic de dígits. Aquesta, consumia molta energia, tenia corrents de cables i presentava la infinitat de problemes de manteniment associats a complexos circuits de tubs de buit. Tanmateix, podia reconèixer les unitats fonamentals de la parla, els fonemes, per aquest motiu es limitava al reconeixement precís dels dígits parlats pels parlants designats. Per tant, podia ser utilitzat per a la marcació per veu, però en la majoria dels casos la marcació amb botons era més barata i ràpida en lloc de parlar els dígits consecutius.
Una altra eina inicial que va permetre realitzar el reconeixement de veu digital va ser la calculadora activada per veu IBM Shoebox, presentada al gran públic durant la Fira Universal de Seattle del 1962 després del seu llançament inicial al mercat el 1961. Aquest primer equip, desenvolupat gairebé vint anys abans de la introducció del primer ordinador personal d'IBM el 1981, va ser capaç de reconèixer 16 paraules parlades i els dígits del 0 al 9.
En quant el primer programa informàtic de processament de llenguatge natural o assistent intel·ligent basat en intel·ligència artificial, fou  anomenat ELIZA va ser desenvolupat pel professor del MIT Joseph Weizenbaum als anys seixanta. Va ser creat per "demostrar que la comunicació entre l'home i la màquina era superficial" i la seva funcionalitat era actuar com a terapeuta. ELIZA va utilitzar la metodologia de concordança i substitució de patrons en respostes amb guions per simular converses, cosa que donava il·lusió de comprensió per part del programa.
Segons els informes, el mateix secretari de Weizenbaum va demanar a Weizenbaum que deixés la sala perquè ell i ELIZA poguessin mantenir una conversa real. Weizenbaum es va sorprendre amb això, i va escriure posteriorment: "No m'havia adonat ... Que les exposicions extremadament curtes a un programa d'ordinador relativament senzill podrien induir a un pensament delirant poderós en persones força normals.
Això va donar nom a l'efecte ELIZA, un fenomen present en les interaccions humanes amb els assistents virtuals conegut com l'antropomorfització.
La següent fita en el desenvolupament de la tecnologia de reconeixement de veu es va assolir a la dècada de 1970 a la Universitat Carnegie Mellon de Pittsburgh, Pennsilvània, amb el suport substancial del Departament de Defensa dels Estats Units i la seva agència DARPA, que va finançar cinc anys d'un programa de recerca de comprensió de la parla, amb l'objectiu per arribar a un vocabulari mínim de 1.000 paraules. Empreses i universitats com IBM, la Universitat Carnegie Mellon (CMU) i l'Institut de Recerca Stanford van participar en el programa.
El resultat va ser "Harpy", dominava aproximadament 1.000 paraules, el vocabulari d'un nen de tres anys i podia entendre frases. Podia processar la parla que seguia les estructures gramaticals i de pronunciació preprogramades, per determinar quines seqüències de paraules tenien sentit juntes i, per tant, reduir els errors de reconeixement de la parla.
El 1986 Tangora va ser una actualització de la capsa de sabates, era una màquina d'escriure que reconeixia la veu. Amb el nom del mecanògraf més ràpid del món en aquell moment, tenia un vocabulari de 20.000 paraules i utilitzava la predicció per decidir el resultat més probable en funció del que es deia en el passat. L'enfocament d'IBM es basava en un model Hidden Markov, que afegia estadístiques a les tècniques de processament de senyals digitals. El mètode permetia predir els fonemes més propensos a seguir un fonema determinat. Tot i això, cada parlant havia d'entrenar individualment la màquina d'escriure per reconèixer la seva veu i fer una pausa entre cada paraula.

### Naixement d'assistents virtuals intel·ligents: dècada de 1990 - Actualitat
Al llarg dels anys han anat apareixent diferents tipus d'Assistents intel·ligents els quals han experimentat modificacions per ser aplicats en un àmbit diferent de la investigació acadèmica. Aquests, utilitzen un llenguatge de marques creat pel desenvolupament d'Assistents conversacionals, també conegut com a AIML.
A partir dels anys noranta, La tecnologia de reconeixement de veu digital es va convertir en una característica de l'ordinador personal amb IBM, Philips i Lernout & Hauspie lluitven per als clients. Molt més tard, el llançament al mercat del primer telèfon intel·ligent IBM Simon el 1994 va establir les bases per als assistents virtuals intel·ligents tal com els coneixem avui.
El 1997, el programari Dragon's Naturally Speaking podia reconèixer i transcriure la parla natural humana sense pauses entre cada paraula en un document a un ritme de 100 paraules per minut. Una versió de Naturally Speaking encara està disponible per descarregar i encara la fan servir avui, per exemple, molts metges dels EUA i el Regne Unit per documentar els seus registres mèdics.
El 2001 Colloquis va llançar públicament SmarterChild, en plataformes com AIM i MSN Messenger. Tot i que SmarterChild completament basat en text va poder jugar a jocs, comprovar el temps, buscar fets i conversar amb els usuaris fins a un cert punt.
El primer assistent virtual digital modern instal·lat en un telèfon intel·ligent va ser Siri, que es va introduir com a característica de l'iPhone 4S el 4 d'octubre de 2011. Apple Inc. va desenvolupar Siri després de l'adquisició del 2010 de Siri Inc., una derivació de SRI International, que és un institut de recerca finançat per DARPA i el Departament de Defensa dels Estats Units. El seu objectiu era ajudar en tasques com l'enviament d'un missatge de text, la realització de trucades telefòniques, la comprovació del temps o la configuració d'una alarma. Amb el pas del temps, s'ha desenvolupat per proporcionar recomanacions de restaurants, buscar a Internet i proporcionar indicacions per arribar en cotxe.
El novembre de 2014, Amazon va anunciar Alexa al costat d'Echo.
L'abril de 2017, Amazon va llançar un servei per crear interfícies de conversa per a qualsevol mena d'assistent o interfície virtual.
Potser tots ells van començar com un joc, però amb el temps s'han estès per executar moltes tasques. Molts tenen la seva raó de ser i fins i tot aquesta raó és de bastant utilitat per a tots. Els Assistents més clàssics i primerencs, a més d'ELIZA, són SmarterChild, Parry i SHRDLU; entre els més recents es troben caràcter, A.L.I.C.E o Jabberwacky, Dr. Abuse (d'Escombres & Boronat), molt semblant a ELIZA i Semantycs (de Full on Net) que ja pot interactuar amb diversos canals i extreure informació d'ERP. Hi ha dos assistents virtuals que utilitzen les característiques de ELIZA i AIML, i implementen algunes millores, aquests són: Ultra Hal i Jabberwacky. No obstant això, no es posseeix més que transcripcions de les seves converses.
Els més avançats, són programes capaços de mantenir una conversa lògica i pseudo intel·ligent en un determinat idioma. Alguns dels més complexos estan programats en C ++, Delphi o similars, i altres més senzills en ActionScript, PHP, VBScript, etc. Poden ser consultats a més de mitjançant programari instal·lat en un ordinador personal, via web i via aplicacions instal·lades en telèfons intel·ligents (entre aquestes, cal esmentar a Sirii SimSimi, entre molts altres). Existeixen molts altres amb àmplia presència en xarxes d'IRC, on són coneguts com assistents de xerrada o assistents de xat.
Dins el context de la competició dels assistents intel·ligents, la prova de Turing és el mitjà per atorgar el premi als assistents intel·ligents considerats pels jutges com la intel·ligència artificial que més s'acosta a la resposta humana. Una de les competicions anuals més importants és el Premi Loebner, el qual des de l'any 2019 es va implementar la metodologia d'avaluació amb la base de la valoració del públic. Els assistents intel·ligents en la competició del Premi Loebner mai han assolit o superat una puntuació de 70 sobre 100 sota les regles de la prova de Turing, la qual cosa significa que cap és prou humà.

## Desenvolupament
Abans la creació d'un chatbot decent suposava gran inversió en recursos per a la seva dificultosa programació. No obstant això, la millora en el desenvolupament i modulació de les llibreries de vocabulari i els algortismes d'intel·ligència artificial, estan simplificant la seva elaboració.
Hui dia, existeixen pàgines com collect.xat, flowXO, chatfuel, entre d'altres, que ofereixen plantilles amb tecnologia de processament de llenguatge natural (PLN), la part més complexa a l'hora de desenvolupar-ho, ja que requereix coneixement de programació.
Actualment, la producció d'aquests bots s'ha elevat notablement. Cada persona o empresa pot comptar amb un bot personalitzat a les seves necessitats. Aquest, pot assumir diferents personalitats, així com aprendre de les interaccions amb el seu usuari, per a poder oferir-li una experiència totalment personalitzada.
No oblidem que tenen moltíssima utilitat a l'hora de donar informació ràpida sobre un sistema o zona, i que es poden convertir en autèntics especialistes en matèries molt concretes, a causa de la capacitat d'aprenentatge que incorporen alguns d'ells. Per exemple, ELIZA i alguns chatbots no duen a terme una avaluació del context, sinó que per contra, treballen a través de les paraules claus en la frase captada (o frase d'entrada). Així doncs, referent a ALICE, podem afirmar que es tracta d'un robot conversacional, el qual usa la intel·ligència artificial i el PLN, basant-se en un conegut experiment realitzat per Alan M. Turing (1950).
ALICE i AIML han sigut considerats com una extensió senzilla de ELIZA. No obstant això, ALICEbot inclou actualment més de 40.000 categories de coneixements en comparació a les 200 de ELIZA. S'ha de destacar que ALICE compta amb un model d'aprenentatge supervisat. D'aquest aprenentatge s'encarrega el botmaster, qui rastreja les converses i construeix nova informació AIML amb l'objectiu d'aconseguir respostes més naturals i “humanes”.
En 2015 s'estrena la plataforma de bots de Telegram, En 2016 es van desenvolupar cada vegada més chatbots per a funcionar en Facebook Messenger. Per exemple en la indústria de viatges, el de Aeroméxico ven bitllets i respon a preguntes, mentre el de KLM’s proveeix l'estatus de vols i envia les passades d'abordar mòbils. Aquests serveis per chatbot ja existien per diversos anys en l'app WeChat.
Les mateixes tècniques d'interacció conversacional es poden aplicar als assistents virtuals per veu, per exemple des de 2016 es pot demana un Uber des del dispositiu Google Home, que conté la intel·ligència artificial de l'assistent virtual Google Assistant, per veu, per mitjà d'una conversa natural.
Però, a l'hora d'interactuar amb el chatbot no es té en compte la recopilació que subministren els usuaris. Per a evitar compartir les dades relacionades amb informació personal, es va crear el Reglament General de Protecció de Dades (General Data Protection Regulation) que va entrar en vigor el 25 de maig de 2018.

## Ús en sistemes de diàleg
Alguns bots conversacionals són integrats en sistemes de diàleg com a assistents virtuals automatitzats i companyies estan usant-los en comptes de call centers. Els bots poden respondre a l'usuari i assistir-lo en múltiples activitats; entre elles estan aprendre, buscar, recordar, connectar amb altres sistemes o integrar serveis. Actualment, els bots de xarrada poden operar basats completament en intel·ligències artificials però hi ha un creixent interés a usar computació basada en humans per a proveir un servei més eficient.
Aquesta tècnica, també coneguda com a computació amb humans en el bucle, o human-in-the-loop computing, pot arribar a convertir-se en la forma més efectiva per a entrenar els bots de xerrada i aconseguir que puguin comunicar-se independentment amb l'usuari. També fa més rellevant la seva capacitat per a beneficiar-se d'un continu bucle de retroalimentació. En tindre una major quantitat de persones interactuant amb ella i ensenyant-los com resoldre problemes, el seu algorisme d'aprenentatge automàtic millora. D'aquesta manera assistents personals que utilitzen una combinació d'intel·ligència artificial i humans tenen la capacitat de proveir una experiència més productiva i agradable per a l'usuari.

### Classificació
En la pràctica, el mercat comença a diferenciar entre aquells bots que segueixen unes regles bàsiques (i que per tant no són molt intel·ligents) dels bots intel·ligents. Per tant, es determinen diverses classificacions referents als tipus de chatbots.
Els primers, els chatbots basats en recuperació, son senzills de desenvolupar, ja que donen respostes delimitades a entrades específiques de l'usuari, només responen al que ja tenen predefinit pel desenvolupador i solen estar enfocats a donar respostes curtes. Aquests no disposen d'espai per a emmagatzemar converses, però són capaces de combinar normes i regles gramaticals; mentre que els segons, els chatbots basats en generació, solen enfocar-se a converses llargues. El seu desenvolupament és més complex i necessiten emmagatzemar gran quantitat d'informació a través de la interacció amb l'usuari, per així donar respostes correctes. Són més oberts (quan permeten que l'usuari interaccione lliurement amb el bot), s'utilitzen sistemes d'intel·ligència artificial (motors de NLP) amb els quals processar la informació (input) de l'usuari que escriu al bot, per a proposar-li una resposta. La tercera generació de chatbots que trobem usa un llenguatge de marcat basat en XML, conegut com AIML.
De la mateixa manera, existeixen chatbots de domini obert i tancat. Els chatbot de domini obert, no tenen cap propòsit específic, ja que generen respostes de tota mena, com els enfocats al servei d'atenció al client, a diferència dels chatbots de domini tancat que estan enfocats a utilitzar-se per a tractar sol temes específics.
En l'àmbit dels sistemes d'intel·ligència artificial, la indústria tecnològica és la primera que ha començat a apostar per ells (sistemes com Watson d'IBM, LUIS de Microsoft o DialogFlow de Google son clars exemples) on la clau de la intel·ligència del bot resideix en l'entrenament que es faça d'aquest, per al que es defineixen conceptes com a Intencions (què vol dir l'usuari, quina és la seua intenció), Entitats i Diàlegs.
A continuació, s'ofereix diferents exemples de chatbots/assistents intel·ligents molt presents en la nostra vida quotidiana. Aquests exemples tenen funcions similars els quals són capaces de controlar qualsevol espai a la teva disposició (activar alarmes, pujar/baixar persianes, posar música, enviar missatges, realitzar crides, etc.)
- Siri d'Apple.
- Amazon Alexa.
- Cortana de Microsoft.
- Google Now de Google.

## Contextos en els que s'utilitza
Els assistents intel·ligents poden utilitzar-se en multitud de contextos diferents i segons la finalitat desitjada. Alguns d'ells són: l'educatiu i el científic, com a assistents virtuals en empreses, o en l'àmbit de l'oci i entreteniment. En contextos empresarials, són diverses les funcions que poden desenvolupar, sigui en webs o en empreses físiques. Són capaços d'exercir la funció d'atenció al client de manera ràpida i senzilla, ajudant-los a accedir a la informació que necessiten. A la vegada, també són capaços de proporcionar novetats pertinents diàriament de manera automàtica i de gestionar els processos de compra i pagament en línia, acompanyant al client a agilitzar el procés i contestant a preguntes recurrents.
Però en aquesta àrea, l'ús dels assistents intel·ligents no es limita exclusivament a atendre els clients, també ajuda a facilitar i agilitar processos per a les empreses i els seus treballadors.
En xarxes socials i aplicacions de missatgeria, són bots normalment orientats al branding i poden oferir continguts personalitzats als seus usuaris en forma de converses. Respecte a les converses a través d'internet, els bots poden dur a terme accions, com compondre frases i respondre diferents qüestions en diferents llengües. Per a això, realitzen una traducció que permet a l'usuari adquirir respostes en la seva llengua materna.

### Àmbit d'empresa
"Una plataforma d'Assistents intel·ligents permet a les empreses dissenyar, desenvolupar, implementar i mantenir sistemes de conversa d'una manera ràpida, eficient i uniforme. La creació de solucions d'Assistents intel·ligents conversacional de IA atractives pot ser complexa. Els kits d'eines, sovint denominats plataformes, ajuden a simplificar el desenvolupament d'aquestes solucions."
Les 10 característiques més importants d'un Assistent intel·ligent amb IA segons;
1. Veritablement conversacional
2. Control del desenvolupament
3. Solució per a empreses
4. Model híbrid
5. Personalització única
6. Propietat i anàlisi de dades
7. Molt important que les empreses mantinguin la propietat de les seves dades.
8. Plataforma creuada
9. Seguretat de les dades
10. Diferenciació de marca, tecnologia privada.

"El millor assitent intel·ligent amb IA per a l'empresa Els usuaris valoren els assitents intel·ligents perquè són ràpids, intuïtius i convenients. Per a les empreses, els assitents intel·ligents amb IA permeten oferir una experiència més personalitzada i atractiva al client, qui al seu torn, proporciona una gran quantitat d'informació molt valuosa que l'empresa pot aprofitar per a comprendre-li millor. Aquestes són les deu àrees clau en les quals les empreses poden obtenir valor amb un assitent intel·ligent": Resposta immediata, Generar més ingressos, Reduir els costos, Maximitzar les habilitats del personal, Aconseguir nous canals, Augmentar la lleialtat, Disponible 24/7, Augmentar el compromís, Entendre millor al client i Construir la diferenciació.
Capitulo 11: Casos reals d'implementació d'assistents intel·ligents On podrem descobrir o conèixer d'una forma més àmplia, com empreses, transformar la indústria entre altres temes. Per a ampliar els exemples [artificial solutions]
Assitent intel·ligent per a banca: Widiba Utilitzant la seva àmplia experiència en la indústria bancària, Artificial Solutions va construir Widdy, un empleat digital conversacional capaç de comprendre de manera sofisticada temes complexos que no sols ajuda als clients, sinó que també és capaç d'aprendre contínuament d'aquestes interaccions.
Assitents intel·ligents per a automoció:Škoda Desenvolupada en pocs mesos amb Teneo, Laura està transformant l'experiència en línia de Škoda. Els clients poden xatejar amb Laura per a discutir les seves necessitats, com ara per a què usaran l'acte o quin és el seu pressupost. Laura pren tota la informació que el client proporciona i recomana el cotxe més apropiat dels vuit models de Škoda. Fins i tot pot incloure una comparació basada en les seves preferències personals.
Assitents intel·ligents per a retail i ecommerce: Shiseido Disponible tant en iOS com en Android, l'aplicació Beau-*co (noia maca) permet a Shiseido ser una font fiable d'informació sobre bellesa per a les adolescents japoneses. Amb les capacitats de llenguatge natural avançades de Teneo, els clients poden conversar amb Beau-*co sobretot tipus de temes relacionats amb la bellesa, com per exemple, com aplicar el maquillatge d'ulls, així com sobre productes específics de Shiseido.
Assitents intel·ligents per a telecom: Vodafone Julia està equipada amb la intel·ligència per a aprendre, raonar, entendre, i després aplicar el coneixement a les interaccions reals amb els clients. Ella ajuda als clients amb una sèrie de tasques que van des del suport tècnic fins a les consultes de facturació, però també proporciona dades transcendents i valuoses a Vodafone. Chatbots per a energia i utilities: Shell Els chatbots també necessitarien reconèixer i ser capaços de recomanar alternatives actuals per a 2.000 productes obsolets de Shell i més de 31.000 productes de la competència. Chatbots per a mitjans i entreteniment: Kindred Els clients de Kindred ara poden apostar dient una cosa tan simple com “Posa 10 lliures a una victòria per 3-0 del City”. L'aplicació interpreta intel·ligentment el significat de l'usuari i fa l'aposta, demanant al client aclariments si és necessari.

### Àmbit educatiu
Els Assistents intel·ligents tenen un potencial important per la seva capacitat comunicativa mitjançant el processament de llenguatges naturals. Es basen en la interacció estudiant-màquina i utilitzen intel·ligència artificial (IA); aspecte que també posseeixen els sistemes de tutories intel·ligents. No obstant això, aquests últims són sistemes per ensenyar coneixements més concrets. Els assistents intel·ligents són més oberts i no estan tan limitats a una quantitat d'informació.
Dels rols i del tipus de relació que hi ha entre els docents, els Assistents intel·ligents i els estudiants, es dedueix que el professor dissenya i configura aquests programes amb la finalitat que el complementin i l'ajudin en la realització de tasques senzilles mentre la figura del docent assumeix una tutorització més personalitzada, intervé en situacions de conflicte o d'al·legacions d'avaluació i dedica el temps a qüestions més creatives i de nivell cognitiu alt.
Els Assistents intel·ligents actuen com a mediadors interactius que proporcionen atenció ininterrompuda, resolen preguntes freqüents i guien en tasques mecàniques i repetitives de nivell cognitiu baix. Amb ells, l'estudiant accedeix fàcilment als continguts. Per a les famílies, és una eina còmoda i productiva que els ajuda a obtenir respostes fàcils sobre el centre i el pla docent i proporciona informació sobre diferents processos administratius com per exemple, el d'admissió
Un altre dels aspectes que engloben els Assistents intel·ligents en l'àmbit educatiu és l'ensenyament de diferents idiomes. Un exemple seria l'assistent intel·ligent "Sóc Diego" o la seva versió femenina "Sóc Maria", tots dos professors en línia amb els que es pot mantenir una conversa en l'idioma que volem aprendre, en aquest cas, l'espanyol. Aquests assistents són capaços d'assenyalar errors d'ortografia o gramàtica.
La seva incorporació educativa ha d'anar precedida d'una reflexió prèvia que garanteixi organització, funcionalitat i viabilitat dins de la institució; a més, atén a la finalitat educativa i a la no educativa. La finalitat educativa més rellevant dels assistents intel·ligents és ajudar l'equip docent a adaptar el model d'ensenyament a les necessitats individuals dels alumnes. També tenen una finalitat més propera als discents, motivant-los a través d'una sèrie d'activitats sobre els temes a treballar a l'aula, en els quals l'avaluador produeix diferents preguntes i l'avaluat les respon, obtenint una retroalimentació instantània. La finalitat no educativa ajuda a docents i alumnes en l'àmbit administratiu, responent a qüestions, sol·licituds o dubtes personals dirigint a l'interessat a pàgines web.
Els assistents intel·ligents es classifiquen segons les funcions que desenvolupen:
- Administrativa i de gestió: afavoreix la productivitat personal gestionant el calendari, el correu electrònic, recordant tasques i lliuraments / recollides d'avaluacions.
- Resolució de preguntes freqüents: clarifiquen qüestions pel que fa a matriculacions, serveis financers, problemes relacionats amb les plataformes d'aprenentatge del centre educatiu, o pel que fa al contingut a estudiar, com per exemple snatchbot.
- Acompanyament i motivació a l'estudiant: responent acadèmica i emocionalment a l'estudiant segons les seves necessitats, aportant reforços positius.
- Pràctica d'habilitats i destreses específiques: són capaços de simular converses organitzades per nivells; duolingo és un exemple per a l'aprenentatge d'idiomes.
- Simulació de situacions professionals i suport a la reflexió o teràpia.
- Reflexió i metacognició: regula els processos d'aprenentatge de l'alumnat, constituint una part de l'andamiatge.
- Avaluació de l'aprenentatge: qualifiquen ràpida i automàticament els conceptes adquirits pels estudiants.

A l'incorporar un Assistent intel·ligent en l'àmbit educatiu, s'ha de tenir en compte l'ètica i la conducta humana:
- Sinceritat i honradesa: el professor decideix si advertir als seus alumnes que la comunicació és amb una Assistent intel·ligent i no amb un professor real.
- Antropomorfisme extrem, entès com la vall inquietant. Quan l'aparença i el comportament d'un Assistent intel·ligent s'aproxima a la d'un humà, pot causar moments de tensió o rebuig.
- Desviació cap a l'inadequat: si un equip humà no està present en el desenvolupament continu d'un Assistent intel·ligent, la IA de l'assistent pot derivar cap a respostes inadequades. Un exemple d'això és tay (bot).

Alguns dels avantatges més rellevants dels assistents intel·ligents en l'àmbit educatiu es veu en la capacitat per respondre preguntes freqüents a l'instant, la completa disponibilitat horària, la millora de la imatge d'un centre educatiu, la possibilitat d'interacció amb diferents alumnes a l'hora o la no realització de judicis o prejudicis cap a cap humà.
Altrament, també es destaquen nombroses desavantatges, ja que no es pot substituir l'atenció que pot oferir un ésser humà, el sistema informàtic es pot veure afectat en plena conversa, la incapacitat de captar diferents característiques del llenguatge no verbal com el sarcasme o les emocions, la dificultat per respondre a una pregunta que no es trobi a la base de dades o el requeriment d'un cert cost d'instal·lació i manteniment.

#### Exemples en l'ús educatiu
Alguns exemples d'Assistents intel·ligents orientats a l'educació són els següents: 
- The Guardian of History (Silvervarg et al., 2014): programa d'ordinador per ensenyar història a nens d'entre deu i dotze anys.
- Replika: serveix per posar en pràctica destreses emocionals a partir del diàleg.
- Otto: desenvolupat per l'empresa Learning Pool (Clark, 2018), és un assistent intel·ligent que s'integra en un LMS i que pretén dinamitzar la interacció estudiant-contingut.
- MOOCBuddy: assistent intel·ligent creat per ajudar els estudiants. Funciona des de Facebook Messenger i, segons la trajectòria professional i els interessos de cada persona.
- Ivy: dissenyat per a l'educació superior, permet gestionar admissions, serveis financers, serveis tecnològics com l'accés al correu electrònic, connexió a la wifi o instal·lació d'aplicacions.
- Hubert: recull opinions dels estudiants mitjançant entrevistes per conèixer el seu grau de satisfacció.
- Duolingo: dissenyat per a l'aprenentatge d'idiomes.
- Alexa abre CEU: un assistent intel·ligent de la Universitat CEU Cardenal Herrera que interactua amb els estudiants en castellà i en anglès.[35]
- Assistent TJbot: un assistent intel·ligent del programa Whatson va a clase impulsat pel departament de Responsabilitat Social Coorporativa d'IBM España, que té com a objectiu introduir la Intel·ligència Artificial al currículum de Secundària.[36]

## Avantatges i inconvenients
Els Assistents intel·ligents tenen diversos avantatges, alguns d'ells són: proporcionar servei les 24 hores del dia, els 7 dies de la setmana; rapidesa de resposta, i gestió simultània de múltiples clients. Per exemple, la implantació d'assistents intel·ligents en l'àmbit empresarial resulta molt beneficiosa ja que ofereixen a la seva clientela una alternativa de servei automatitzat intel·ligent. Això augmenta la participació del client, millora l'experiència de la marca i ofereix informació útil per a l'empresa. També representen una oportunitat de reduir costos alhora que aprenen de manera ràpida i versàtil i s'actualitzen constantment.
Algun dels inconvenients dels assistents intel·ligents són:
- No aconsegueixen aprofitar el seu potencial degut a la seva naturalesa restrictiva. Les principals limitacions són la falta de dades i l'escassa comprensió conversacional.[37]
- Requereixen d'una inversió econòmica i de temps inicial elevada, no mostren cap tipus d'emoció humana i estan impossibilitats per prendre decisions.[39]
- Requereixen una gran quantitat de dades de conversa per començar a funcionar i tenen dificultats per gestionar converses no lineals que han d'anar endavant i enrere sobre un mateix tema.[40]

## Assistents virtuals en català

### Interès i demanda social
Segons els resultats d'un estudi publicat el 27 de novembre de 2019, impulsat per la Direcció General de Política Lingüística del Departament de Cultura de la Generalitat de Catalunya, el 88,9% dels consumidors catalans vol que els assistents de veu incloguin el català en la seva oferta de llengües. Aquesta dada, per tant, significa que hi ha al voltant de 5,5 milions de consumidors o consumidores potencials a Catalunya, cosa que revela alhora que els assistents de veu en català són una demanda comercial i social.
L'estudi, realitzat a partir de l'enquesta Òmnibus de l'empresa GESOP,  també ha revelat que un 47,7 % dels consumidors ja s'estan relacionant amb dispositius tecnològics mitjançant la veu (principalment amb el mòbil i l'ordinador, tot i que també amb la tauleta, l'altaveu intel·ligent, el televisor, el cotxe, etc.). A més, d'altra banda, també s'ha pogut concloure que la demanda d'altaveus arriba al 34,2 % de la població que expressa el desig de tenir-ne un, cosa que deixa entreveure, així doncs, tant un mercat incipient i amb gran potencial com l'interès que les interfícies de veu incloguin, també, la llengua pròpia de Catalunya.

### Mesures d'impuls
Aquest interès ciutadà −un clar estímul per al sector tecnològic− es veu perfectament recolzat per les mesures  per impulsar l'ús del català en l'àmbit digital per mitjà de la contractació pública de productes i serveis aprovada recentment pel Govern, que el passat 13 de novembre del mateix any va fer públic un acord amb l'objectiu d'impulsar l'ús del català en l'àmbit digital per mitjà de la contractació pública de productes i serveis. Una de les finalitats principals de l'acord va ser la incorporació de clàusules lingüístiques en relació amb l'actual entorn tecnològic i digital al conjunt de clàusules existents, un veritable estímul perquè el català s'estengui progressivament en àmbits tan diversos com els sistemes de control de dispositius mitjançant la veu, les aplicacions amb geolocalitzadors i altres tecnologies digitals.
L'acord mencionat estableix que el català sigui la llengua de funcionament per defecte de les interfícies (visuals o de veu) dels productes i serveis tecnològics contractats per la Generalitat i, també, dels manuals d'instruccions i les informacions de difusió que acompanyin aquests productes i serveis. Així mateix, en el cas de productes o serveis que integren tecnologia digital i que s'adrecen a la resolució d'incidències i a l'atenció a les persones que en són clientes i usuàries, la informació ha d'estar disponible almenys en català, tant oralment com per escrit, sens perjudici que estigui també en altres llengües com el castellà o l'anglès.
Gairebé un any enrere, l'11 de desembre de 2018, el Govern ja havia aprovat un acord per promoure el català a Internet i en les tecnologies digitals avançades fomentant-ne l'oferta amb línies d'ajuts per a la incorporació de la llengua catalana en diversos productes tecnològics i estimular-ne el consum en productes i serveis digitals. Aquest objectiu tan sols seria assolible amb la intensificació de la relació amb els diversos proveïdors de serveis de veu (Google, Amazon i Apple entre d'altres) i el suport a iniciatives de codi obert en català que incidissin en tecnologies d'intel·ligència artificial o de deep learning, a més de la promoció d'una indústria pròpia d'aplicacions complementàries en català (aplicacions, actions, skills, etc.).
Aquest acord, a més, va tenir l'impuls de la Direcció General de Política Lingüística, la direcció General de Societat Digital, la direcció General de Mitjans de Comunicació, el CESICAT, la direcció general d'Atenció Ciutadana i la Fundació PuntCat.

### Principals iniciatives
Al llarg del 2019 i arran dels resultats de l'estudi realitzat aquest mateix any, s'han promogut certes iniciatives i diverses solucions amb l'objectiu de començar a cobrir el buit que representa l'absència del català en l'oferta de llengües dels assistents virtuals.

#### Common Voice (Mozilla)
El 2 de juliol de 2018, l'associació sense ànim de lucre Softcatalà va presentar, amb la col·laboració de Mozilla, el projete Common Voice en català. Aquesta iniciativa té com a finalitat la creació de tecnologies de veu en català per a tot tipus de dispositius tecnològics amb assistents virtuals. Per tal que això sigui possible, aquesta proposta opta per recollir i validar un corpus lingüístic lliure de forma col·laborativa en qualsevol llengua amb una comunitat prou activa, partint de la idea que la majoria de dades usades per grans companyies no estan disponibles per a tothom i això frena la innovació. A diferència d'altres iniciatives similars, el Common Voice publica les dades amb llicència CC0, cosa que permetrà que qualsevol empresa, gran o petita, pugui usar les dades lingüístiques del Common Voice per a afegir suport per al català de forma lliure i gratuïta.
Aquest projecte, que vol fer que la tecnologia de reconeixement de la veu estigui oberta a tothom, té com a principal finalitat la creació  de models lliures de reconeixement de veu, que eventualment acabaran incorporant els productes de Mozilla, com ara Firefox. Així doncs, només amb la recopilació de dades proporcionades pels mateixos usuaris es pot millorar l'assistent de veu de codi obert MyCroft perquè aquest el reconegui quan parla català.

#### Cleo (Alexa)
El novembre de 2019, la Direcció de Política Lingüística del departament de Cultura de la Generalitat va anunciar públicament que Alexa, l'assistent virtual intel·ligent i la respectiva aplicació per a dispositius mòbils impulsada per Amazon, inclouria el català en el ventall de llengües ofert pel seu servei Cleo. Aquest, considerat una "habilitat" funcional de l'aplicació (skill), es tracta d'una interfície digital a partir de la qual els usuaris poden ajudar l'assistent de veu a comunicar-se amb idiomes o dialectes que no són els seus habituals. Pel que fa al funcionament del servei, aquest es basa fonamentalment en la interacció entre usuari i assistent virtuals a partir de la realització de diverses demandes.